# 鴉鷺合戦物語
『鴉鷺合戦物語』（あろかっせんものがたり）は、 御伽草子・疑似軍記物。巻数は2巻とも3巻とも言われており、著者は一条兼良説があるが未詳である。『鴉鷺物語』、『鴉鷺記』とも。内容から成立は、応仁の乱の前後（15世紀末前後）とみられる。

## あらすじ
京都、祇園の林のカラスの東市佐林真玄が、中賀茂の森のサギの山城守津守正素の娘に恋をし、その夫になろうと望むが却って辱めを受け、立腹のあまり、同志を集めて激戦になるが、カラスの東市佐林真玄側が敗北を喫する。
カラスの東市佐林真玄は遂に高野山に登って出家する。
サギの山城守津守正素も感じるところがあって出家して高野山に登り、カラスの東市佐林真玄は「烏阿弥陀仏」、サギの山城守津守正素は「鷺阿弥陀仏」と名乗ってともに仏道修行に精進するという。

## その他
- ことわざにある「籠の中の鳥」（「サギの一門をば、籠の中の鳥の如くにして、皆腹を切らすべし」）の出典の一つでもある（同様に14世紀末の『太平記』9巻および18世紀中頃の『本朝廿四孝』にも表現は見られる）[4]。
- ことわざ「鬼に金棒」（17世紀中頃『毛吹草』）の元となった「鬼に金撮棒（「撮」の字は原文ママ）」が見られる[3]。